# Flash Gordon (serial)
Cet article concerne le film de Frederick Stephani et Ray Taylor. Pour le film de Mike Hodges, voir Flash Gordon.
Pour les articles homonymes, voir Flash Gordon (homonymie).
Pour plus de détails, voir Fiche technique et Distribution.
Flash Gordon (titre original) est une série de films (serial) américaine, réalisée par Frederick Stephani et Ray Taylor, sorti en 1936.
Depuis 1996, il est classé au National Film Registry de la Bibliothèque du Congrès à Washington.

## Synopsis
Dans les années 1930, La Terre est menacée de collision avec une autre planète, Mongo. Le professeur Zarkov, persuadé qu'une force extérieure est à l'œuvre pour détruire notre planète décide de se rendre sur cette dernière. Au même moment, l'avion transportant la journaliste Dale Arden et le sportif Flash Gordon est atteint par des météorites. Le couple saute en parachute pour éviter la mort et se retrouve sur la propriété du savant russe. Les trois s'envolent dans la fusée de Zarkov pour Mongo.

## Fiche technique
- Titre français et original : Flash Gordon
- Réalisation : Frederick Stephani et Ray Taylor (non crédité)
- Scénario : Ella O'Neill, George H. Plympton, Basil Dickey (en), Frederick Stephani d'après le comic strip Flash Gordon d'Alexandre Gillespie Raymond
- Photographie : Jerome Ash (crédité Jerry Ash) et Richard Fryer
- Production : Henry MacRae
- Musique (non crédités) : Clifford Vaughan, Karl Hajos, W. Franke Harling, Bernhard Kaun, David Klatzkin, Sam Perry et Heinz Roemheld
- Pays d'origine :  États-Unis
- Format : Noir et blanc
- Genre : Film de science-fiction
- Durée : 245 minutes (4 h 15) (13 épisodes)
- Date de sortie (États-Unis) : 6 avril 1936

## Distribution
- Buster Crabbe : Flash Gordon
- Jean Rogers : Dale Arden
- Charles B. Middleton : Empereur Ming
- Priscilla Lawson : Princesse Aura
- Frank Shannon : Docteur Alexis Zarkov
- Richard Alexander : Prince Bari
- Jack 'Tiny' Lipson : Prince Vultan
- Theodore Lorch : 2e Grand Prêtre
- James Pierce : Prince Thun
- Duke York : Roi Kala
- Earl Askam : Officier Torch
- Lon Poff : 1er Grand Prêtre
- Richard Tucker : Professeur Gordon
- George Cleveland : Professeur Hensley
- Muriel Goodspeed : Zona

Acteurs non crédités
- Lane Chandler : Un homme-requin / Un soldat de Ming
- Monte Montague : Un soldat de Ming

## Épisodes
1. La Planète maudite (The Planet of Peril)
2. Le Tunnel de la Terreur (The Tunnel of Terror)
3. Prisonniers des Hommes-Requins (Captured by Shark Men)
4. L'Attaque du Monstre marin (Battling the Sea Beast)
5. Le Rayon destructeur (The Destroying Ray)
6. Torture ardente (Flaming Torture)
7. Destin brisé (Shattering Doom)
8. Le Tournoi de la Mort (Tournament of Death)
9. Le Dragon de Feu (Fighting the Fire Dragon)
10. Le Péril invisible (The Unseen Peril)
11. Dans les Griffes du Tigron (In the Claws of the Tigron)
12. Prisonnier de la Tourelle (Trapped in the Turret)
13. Voyage vers la Terre (Rocketing to the Earth)

## DVD
- L'intégralité des épisodes est sortie en coffret DVD chez Bach Films le 23 juillet 2009 en version originale sous-titrée [1]